# HD 85622
HD 85622 (nota anche come m Velorum) è una stella supergigante gialla di magnitudine 4,59 situata nella costellazione delle Vele. Dista 1050 anni luce dal sistema solare.

## Osservazione

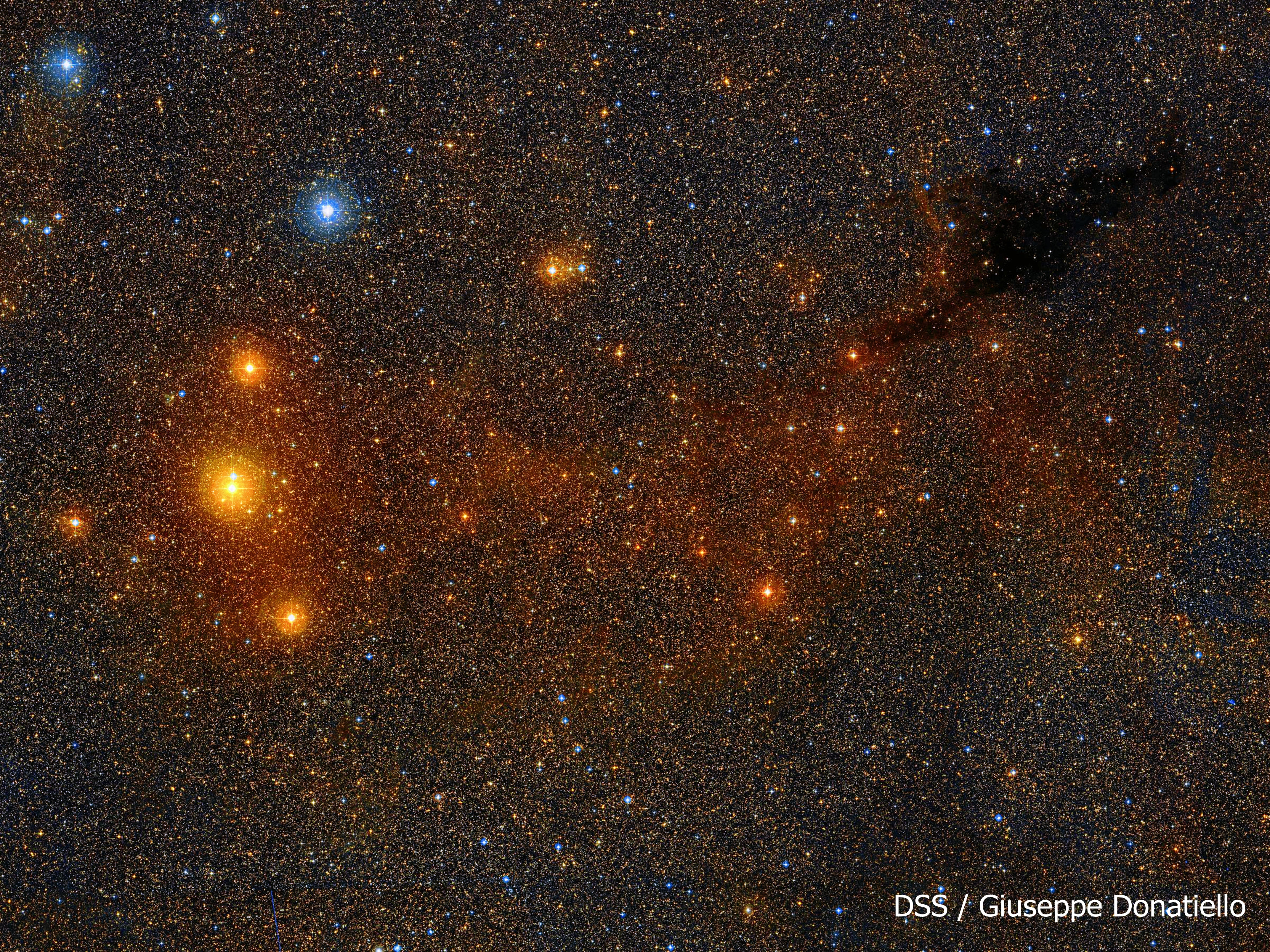
HD 85622 è la stella di colore rosso al centro del terzetto sulla sinistra nell'immagine.

Si tratta di una stella situata nell'emisfero celeste australe. La sua posizione è fortemente australe e ciò comporta che la stella sia osservabile prevalentemente dall'emisfero sud, dove si presenta circumpolare anche da gran parte delle regioni temperate; dall'emisfero nord la sua visibilità è invece limitata alle regioni temperate inferiori e alla fascia tropicale. La sua magnitudine pari a 4,6, fa sì che possa essere scorta solo con un cielo sufficientemente libero dagli effetti dell'inquinamento luminoso.
Il periodo migliore per la sua osservazione nel cielo serale ricade nei mesi compresi fra febbraio e giugno; nell'emisfero sud è visibile anche per buona parte dell'inverno, grazie alla declinazione australe della stella, mentre nell'emisfero nord può essere osservata limitatamente durante i mesi primaverili boreali.

## Caratteristiche fisiche
La stella è una supergigante gialla con una massa superiore alle 6 masse solari ed un'età stimata in 64 milioni di anni circa; possiede una magnitudine assoluta di -3,02 e la sua velocità radiale positiva indica che la stella si sta allontanando dal sistema solare.